# Restormel Castle

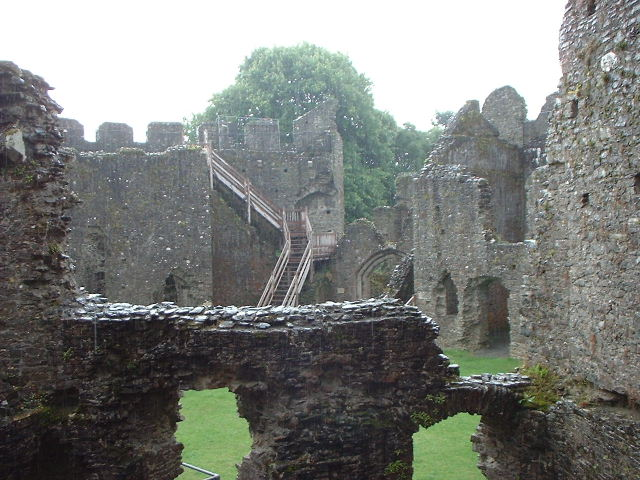
Gli interni in rovina del castello

Il Restormel Castle è un castello, parzialmente in rovina, situato nei pressi della cittadina di Lostwithiel, nel sud-est della Cornovaglia (Inghilterra sud-occidentale), che fu costruito tra il XII e il XIII secolo.
Il castello, ora di proprietà dell'English Heritage, appartenne dapprima alla corona inglese (fino al 1299) e poi ai duchi di Cornovaglia e fu, tra l'altro, la residenza di Edoardo il Principe Nero (1330-1376).

## Ubicazione
Il castello si trova ad un miglio dal centro di Lostwithiel e si erge su una collinetta con vista sul fiume Fowey.

## Caratteristiche
Il castello è a pianta circolare, è circondato da un fossato e vanta uno dei maschi di forma circolare meglio conservati di tutta l'Inghilterra.
L'accesso al castello era garantito da un ponte levatoio, ma pare che in origine i ponti levatoi fossero almeno due. Il castello ha una motte della circonferenza di circa 35 metri.
Il castello presenta un piano terra, adibito un tempo a magazzino, e un piano superiore, dove si trovavano invece le stanze.
|  |

## Storia
Le origini del castello, attestato nei documenti storici come Restormil, Raistormel, Tywardreath e Lestmel, risalgono al 1100, quando fu eretto un motte e bailey per volere del normanno Baldwin Fitz Turstin, sceriffo di Cornovaglia.
Nel corso del XIII secolo, fu aggiunta al castello una cappella.
Sempre nel corso del XIII secolo, il castello fu acquistato da Riccardo, signore di Cornovaglia. La forma attuale del castello si deve alle modifiche apportate dal successore di quest'ultimo, Edmund.
In seguito, il castello perse la sua funzione difensiva e fu utilizzato quasi esclusivamente come residenza.
Nelle 1337, il castello fu eredidato da Edoardo di Woodstock (noto in seguito come "il principe Nero"), in qualità di primo duca di Cornovaglia.
Dopo la morte di quest'ultimo, avvenuta nel 1376, l'edificio cadde progressivamente in rovina.
Il castello fu abbandonato prima della guerra civile inglese, durante la quale fu "conquistato" da Sir Richard Grenville.